# 4466 Абай
4466 Абай (1971 SX1, 1972 YQ, 1973 AY, 1979 FT3, 1980 NM, 1981 TN3, 1988 AD1, 4466 Abai) — астероїд головного поясу, відкритий 23 вересня 1971 року.
Тіссеранів параметр щодо Юпітера — 3,271.